# Ceh9
Арсе́ний Серге́евич Трино́женко (укр.  Арсеній Сергійович Триноженко; род. 3 января 1989, Львов), более известный как «ceh9» или «esenin» — бывший украинский киберспортсмен. Киберспортивный комментатор и стример, бывший тренер команды Pro100 и бывший игрок команды Natus Vincere. Лучший русскоязычный комментатор Counter-Strike: Global Offensive 2017, 2019, 2020 и 2021 года по версии издания Cybersport.ru.

## Биография
Отец — Триноженко Сергей Валентинович (род. 11 января 1956 года), мать — Триноженко Александра (Малкиель; род. 4 мая 1957 года), окончила Львовский национальный медицинский университет им. Д. Галицкого. Сестра — Триноженко Лидия Сергеевна — директор студии детского творчества «Каляки-Маляки».
В 2005 году окончил среднюю школу № 17, в том же году поступил в Национальный университет «Львовская политехника» на факультет прикладной математики. Играет в компьютерные игры с детства — с его рождения в семье был компьютер. Сначала это были разножанровые игры, нетребовательные к системным характеристикам компьютера — Pac-Man, Heroes of Might and Magic. Также, с детства, Арсений посещал занятия по английскому, дзюдо, каратэ и плаванию.
Первым турниром, связанным с компьютерными играми, в котором принимал участие Арсений, стал турнир по игре Need for Speed: Porsche Unleashed. Отец привёл его в компьютерный клуб «Nazgul» — один из самых больших компьютерных клубов Украины в 2000-х годах, и зарегистрировал Арсения на турни. Хотя юный Арсений не занял призовых мест, он увидел клуб, откуда и началась его киберспортивная карьера.

## Карьера

### Начало карьеры
Свои первые шаги в качестве киберспортсмена Триноженко сделал в том же игровом клубе Nazgul. 

Это был, по-моему, 2002 год, я тогда был совсем маленьким мальчиком, в классе, может, 9 или 8 и, значит, на сайте, на местном львовском сайте, написали, что топовая львовская команда под названием «Ручеек» (вот такое смешное название) ищет то ли пятого, то ли замену, и, мол, приходите все на кастинг (смеется). То есть такого сейчас вообще не представишь, чтобы те самые Na’Vi искали таким образом замену. Ну, видимо, тогда директор клуба решил таким образом пропиарить свой клуб и команду, так как на то время у каждой команды был свой клуб и каждая команда его представляла. Ну вот я пришёл, сказал: «Я такой-то такой-то, хочу играть», и там был такой директор, ему лет 30-35, говорит: «Садись играй, вот, 1х1 с нашим игроком». я обыграл их представителя 1х1 и он говорит, мол, все, ты в команде, будешь на замене, вот тебе скидка в клубе, да и бесплатно можешь приходить, тренируйся, сиди. На то время интернета ещё не было во всех домах и бесплатный пропуск в компьютерный клуб — очень круто, тем более в клубе ты играешь с людьми и получаешь опыт, в отличие от дома, где ты играешь с ботами, так что было достаточно весело и интересно.— Арсений Триноженко в интервью для шоу #stopCybersport
В то время Триноженко играл под ником «esenin». Первым коллективом, в котором он начал серьёзно играть, была львовская команда NumbazZ, в составе которой esenin стал чемпионом Львова, а следовательно и Западной Украины. В 2009 году Арсению Триноженко предложили перейти в новую команду — KerchNET, где он познакомился с Сергеем Ищуком, также известным как «starix». В том же году KerchNET завоевал золото на Asus Cup Winter 2009. Спустя некоторое время после победы на Asus Cup Winter 2009, esenin’а выгнали из KerchNET, и он познакомился с Даниилом Тесленко (Zeus), который привёл его в команду pro100.

### В составе Natus Vincere

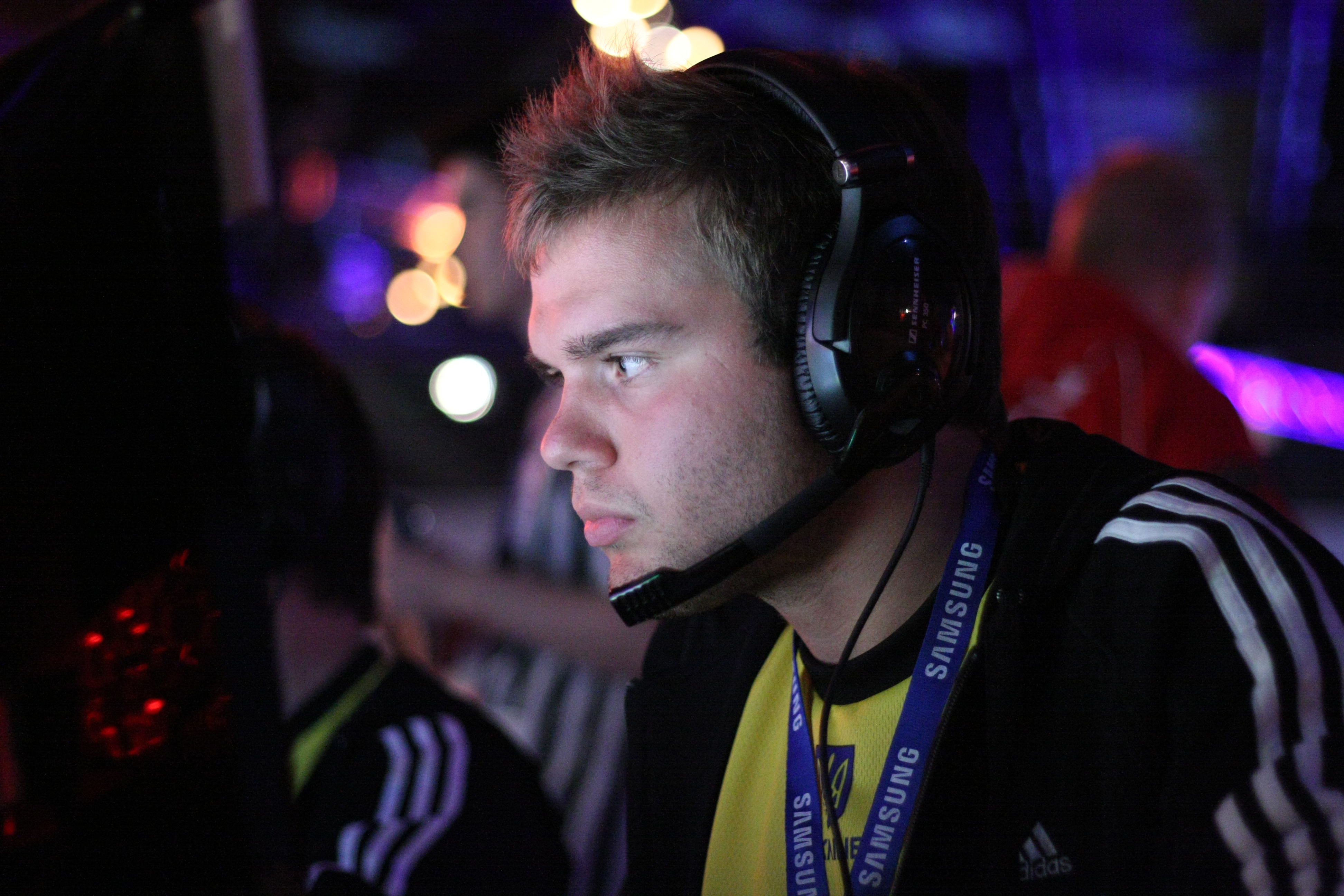
ceh9 на WCG 2010

В 2009 году с помощью мецената Мурата Жумашевича, известного как Арбалет, была основана команда Arbalet.UA, которая со временем переросла в Natus Vincere. В это время esenin сменил ник на «ceh9» — упрощенное от «Арсения» Сеня, написанное на leet. Именно в составе Na’Vi он добился наибольших успехов, в частности, команда впервые в истории мирового киберспорта выиграла три главных турнира за один год — Intel Extreme Masters, Electronic Sports World Cup и World Cyber Games 2010.

### Уход из киберспорта

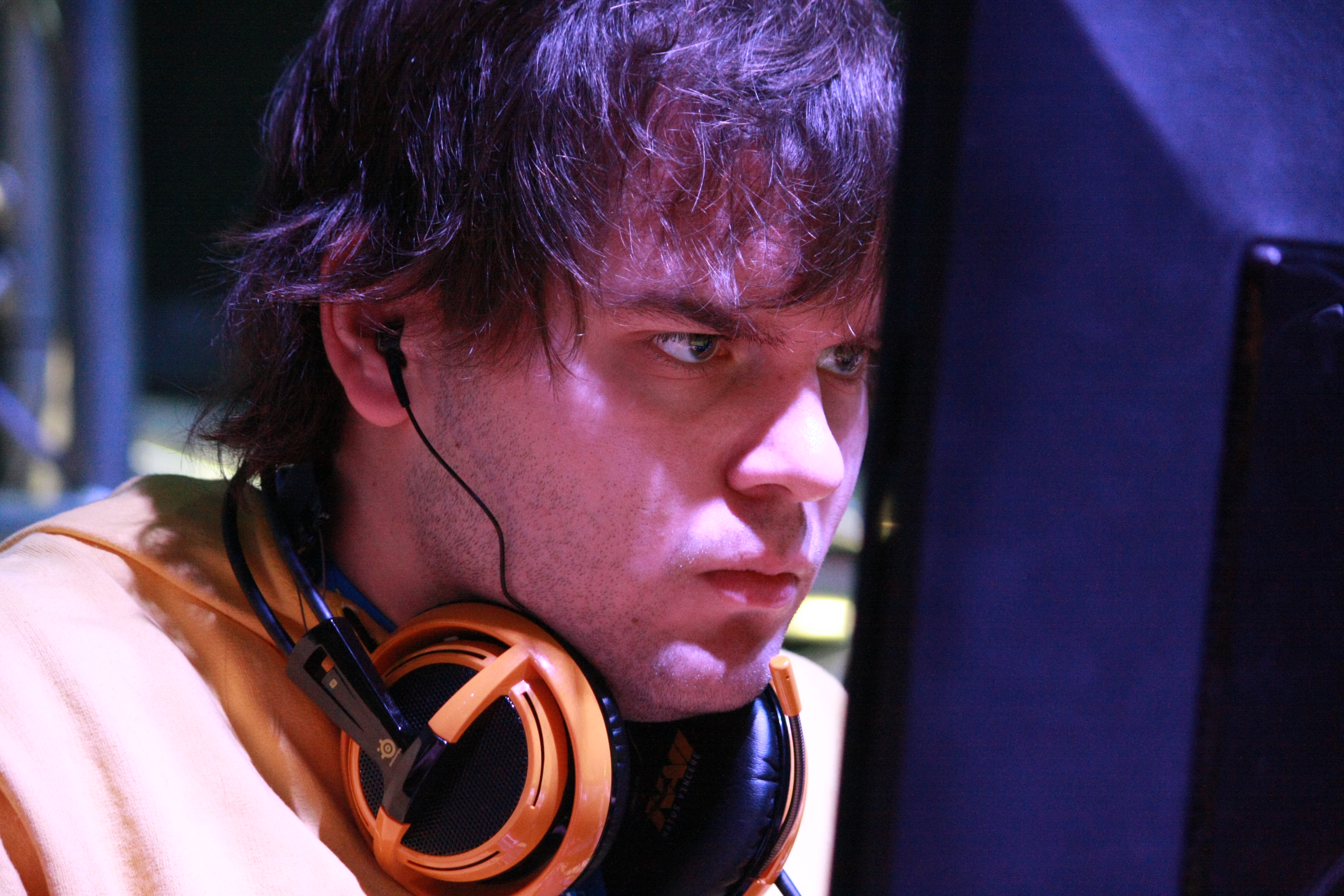
Арсений на IEM GC Kiev 2012

В 2013 году Арсений объявил об окончании карьеры киберспортсмена.
Уход двух игроков из команды прокомментировала администрация:

Многие из наших фанов разуверились в коллективе, а результаты на последних турнирах оставляли желать лучшего. Ввиду этого мы хотим сообщить, что Антон «kibaken» Колесников покидает коллектив. Также игровую карьеру в составе Na`Vi заканчивает Арсений «ceh9» Триноженко, который, тем не менее, остается в организации и будет задействован в новых проектах нашего киберспортивного клуба— 
Сам Триноженко сказал о своем уходе так:

Я сам для себя решил самоустраниться от процессов, которые происходили, посмотреть на всё это сверху. В итоге мы имеем новый состав, я рад этому. Мне немного надоело на протяжении одиннадцати лет доказывать что ты лучший, хочется попробовать себя в новом амплуа— 
28 июня 2015 года провёл благотворительный стрим, вырученные средства с которого пошли на помощь детям-сиротам одного из местных детских домов Львова.

### В pro100
В начале мая 2017 года Даниил «Zeus» Тесленко объявил о возрождении организации pro100 и вскоре было анонсировано о том, что Арсений Триноженко присоединился к составу по Counter Strike: Global Offensive в качестве помощника тренера.
В декабре 2018 года Арсений Триноженко был назначен главным тренером команды.

### Награды
| Место | Турнир                              | Место проведения | Дата проведения  | Призовые (долл.)          |
| ----- | ----------------------------------- | ---------------- | ---------------- | ------------------------- |
| 3     | Techlabs Cup 2013 CS:GO Grand Final | Москва           | 17 ноября 2013   | 3500                      |
| 2     | Techlabs Cup BY 2013                | Минск            | 29 сентября 2013 | 4000                      |
| 3     | DreamHack Bucharest 2013            | Бухарест         | 15 сентября 2013 | 1500                      |
| 2     | Prague Challenge                    | Прага            | 14 июля 2013     | 5000                      |
| 2     | SLTV StarSeries Season 6            | Киев             | 7 июля 2013      | 3000                      |
| 3     | SLTV StarSeries #5                  | Киев             | 7 апреля 2013    | 5000                      |
| 2     | GameGune 2012                       | Бильбао          | 28 июля 2012     | 8000                      |
| 2     | DreamHack Summer 2012               | Йёнчёпинг        | 18 июня 2012     | 3600                      |
| 2     | Copenhagen Games 2012               | Копенгаген       | 7 апреля 2012    | 7000                      |
| 2     | IEM WC 2012                         | Ганновер         | 9 марта 2012     | 20 000                    |
| 2     | Kingston Trilogy Tour               | Стамбул          | 3 февраля 2012   | 1000                      |
| 1     | Global Challenge Kiev               | Киев             | 21 января 2012   | 5000                      |
| 3     | DH MSI Beat IT 2011                 | Йёнчёпинг        | 26 ноября 2011   | 4500                      |
| 2     | ESWC 2011                           | Париж            | 23 октября 2011  | 6000                      |
| 2     | Samsung European Championship 2011  | Варшава          | 8 октября 2011   | 5000$                     |
| 3     | WCG Украина 2011                    | Киев             | 10 сентября 2011 | Фотоаппарат Samsung ST700 |
| 3     | e-Stars Seoul 2011                  | Сеул             | 20 августа 2011  | 9200                      |
| 3     | ASUS Summer 2011                    | Киев             | 13 августа 2011  | 2500                      |
| 3     | GameGune 2011                       | Бильбао          | 23 июля 2011     | 5000                      |
| 3     | DreamHack Summer 2011               | Йёнчёпинг        | 19 июня 2011     | 3500                      |
| 1     | ASUS Spring Cup 2011                | Киев             | 28 мая 2011      | 500                       |
| 1     | OSPL Spring 2011                    | Алматы           | 2 апреля 2011    | 5500                      |
| 1     | Intel Challenge Super Cup: Finals   | Киев             | 19 марта 2011    | 5000                      |
| 1     | IEM WC 2011                         | Ганновер         | 4 марта 2011     | 16 000                    |
| 1     | DreamHack Winter 2010               | Йёнчёпинг        | 26 ноября 2010   | 28 000                    |
| 1     | WCG 2010                            | Лос-Анджелес     | 2 октября 2010   | 25 000                    |
| 3     | ASUS Summer 2010                    | Киев             | 28 августа 2010  | 10 000                    |
| 3     | Global Challenge Shanghai 2010      | Шанхай           | 31 июля 2010     | 5000                      |
| 3     | GameGune 2010                       | Бильбао          | 23 июля 2010     | 5000                      |
| 1     | ESWC 2010                           | Париж            | 3 июля 2010      | 36 000                    |
| 1     | ESWC 2010 UA                        | Киев             | 29 мая 2010      | 10 000                    |
| 2     | Arbalet Cup Europe II               | Стокгольм        | 15 мая 2010      | 10 000                    |
| 1     | Arbalet Cup Best of 4               | Киев             | 11 апреля 2010   | 12 000                    |
| 1     | Arbalet CUP – Украина               | Киев             | 3 апреля 2010    | 3000                      |
| 1     | IEM WC 2010                         | Ганновер         | 6 марта 2010     | 50 000                    |
| 1     | Arbalet Cup Asia                    | Алматы           | 30 января 2010   | 10 000                    |